# دولوريس فولر
دولوريس فولر (بالإنجليزية: Dolores Fuller)‏ هي كاتبة غنائية وكاتبة سير ذاتية وممثلة أمريكية، ولدت في 10 مارس 1923 بساوث بند في الولايات المتحدة، وتوفيت في 9 مايو 2011 بلاس فيغاس في الولايات المتحدة.

## أعمال

### أفلام
- (1934) حدث ذات ليلة
- (1955) عروس الوحش

## وصلات خارجية
- دولوريس فولر على موقع IMDb (الإنجليزية)
- دولوريس فولر على موقع ألو سيني (الفرنسية)
- دولوريس فولر على موقع ميوزك برينز (الإنجليزية)
- دولوريس فولر على موقع أول موفي (الإنجليزية)
- دولوريس فولر على موقع قاعدة بيانات الأفلام السويدية (السويدية)
- دولوريس فولر على موقع ديسكوغز (الإنجليزية)
- دولوريس فولر على موقع قاعدة بيانات الفيلم (الإنجليزية)
- دولوريس فولر على موقع كينوبويسك (الروسية)